# Neuersdorf
Neuersdorf ist ein Gemeindeteil der Stadt Schnaittenbach im Landkreis Amberg-Sulzbach in der Oberpfalz in Bayern.

## Geschichte
1759 hatte der Ort Neuersdorf 36 männliche Einwohner, 1800 waren es 58 Einwohner, 1817 68 Einwohner, die sich zumeist als Tagelöhner verdingten. Neuersdorf gehörte zum Amt Parkstein-Weiden und zum Gemeindeteil Holzhammer.
Am 1. Juli 1972 wurde die Gemeinde Holzhammer, zu der Neuersdorf gehörte, in die Stadt Schnaittenbach eingegliedert.

## Verkehr
Das Dorf liegt unmittelbar an der Landkreisgrenze zwischen dem Landkreis Amberg-Sulzbach und dem Landkreis Neustadt an der Waldnaab an der Kreisstraße AS 32 zwischen Holzhammer und der Landkreisgrenze. Von Schnaittenbach erreicht man Neuersdorf über die Bundesstraße 14 und die Kreisstraße AS 32 nach acht Kilometern.
An den öffentlichen Nahverkehr ist Neuersdorf über drei Buslinien angebunden. Dabei handelt es sich um die Linie 44 der RBO zwischen Neuersdorf und Nabburg über Schnaittenbach (VGN-Linie 444), um die Line 55 der RBO zwischen Weiden und Amberg (VGN-Linie 455) und um die Linie 74 der RBO zwischen Götzendorf oder Mertenberg und Schnaittenbach.
Die nächstgelegenen Bahnhöfe befinden sich in Wernberg-Köblitz (11 km) und in Amberg (28 km).